# Poecilominettia picticornis
Poecilominettia picticornis är en tvåvingeart som först beskrevs av Daniel William Coquillett 1904.  Poecilominettia picticornis ingår i släktet Poecilominettia och familjen lövflugor. Inga underarter finns listade i Catalogue of Life.